# Hússzínű pereszke
A hússzínű pereszke (Calocybe carnea) az álpereszkefélék családjába tartozó, Eurázsiában és Észak-Amerikában honos, réteken, erdőszéleken élő, ehető gombafaj. 

## Megjelenése
A hússzínű pereszke kalapja 1,5-4 cm széles, alakja fiatalon domború, majd laposan, esetleg bemélyedően kiterül. Széle fiatalon begöngyölt, felszíne sima. Színe rózsás, húsrózsás, rózsaszínes-barnás; idősen kifakul.
Húsa vékony, fehéres. Színe és szaga nem jellegzetes vagy kissé lisztes. 
Sűrű lemezei tönkhöz nőttek (néha pereszkefoggal), idősen majdnem szabadon állók. Színük fehér.
Tönkje 2-5 cm magas és max. 1 cm vastag. Idősen belül üregesedik. Színe a kalapéval egyezik, csúcsa fehéres, alja fehéren gyapjas. 
Spórapora fehér. Spórája elliptikus, sima, mérete 4,5-6 x 2,5-3 µm.

### Hasonló fajok
Különböző fülőke és pereszkefajokkal téveszthető össze.  

## Elterjedése és termőhelye
Eurázsiában és Észak-Amerikában honos. Magyarországon ritka. 
Füves helyeken, réteken, legelőkön, erdőszéleken található meg. Szeptembertől novemberig terem.  
Ehető, bár kis mérete és ritkasága miatt gasztronómiailag nem jelentős.  

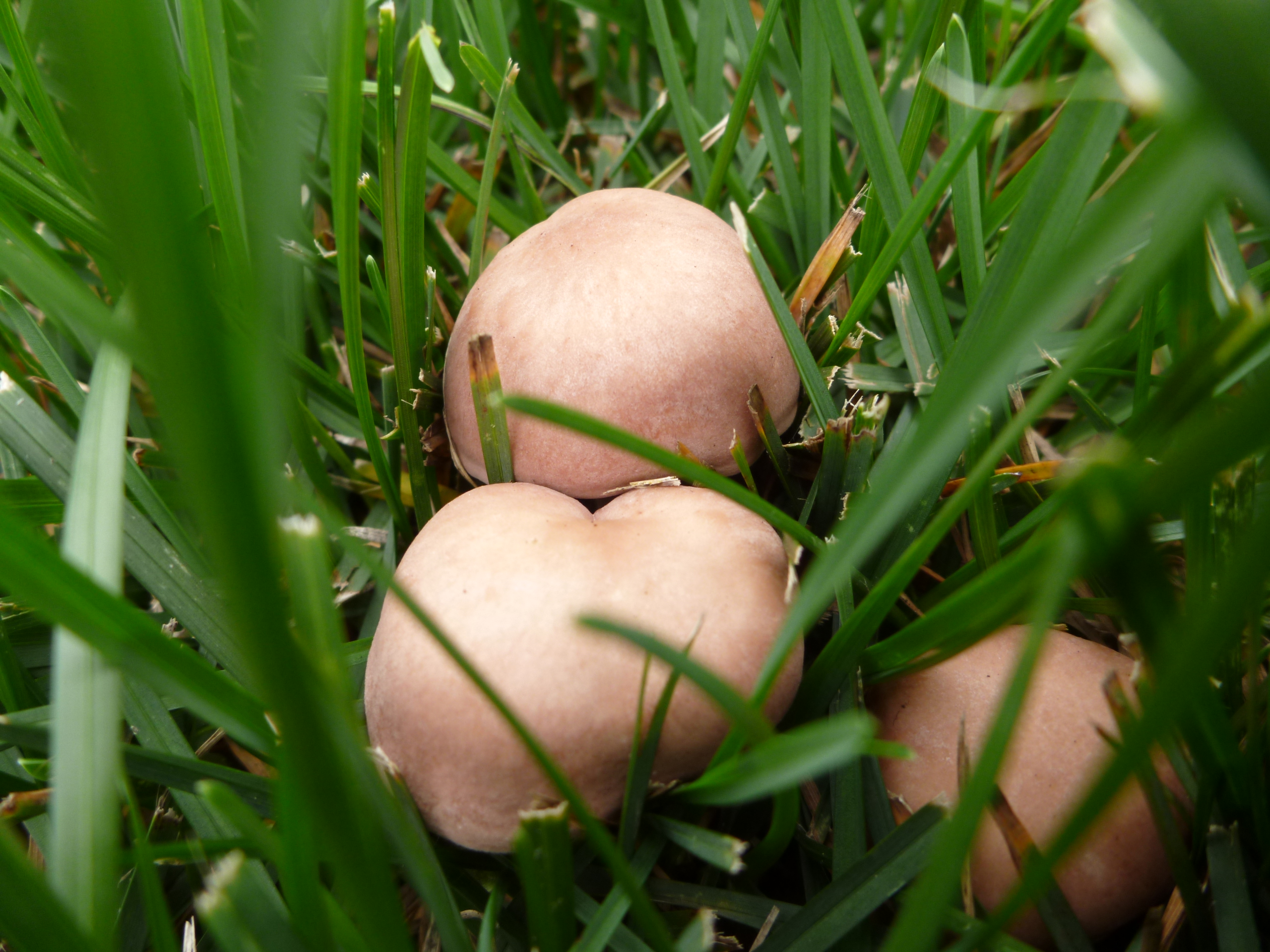
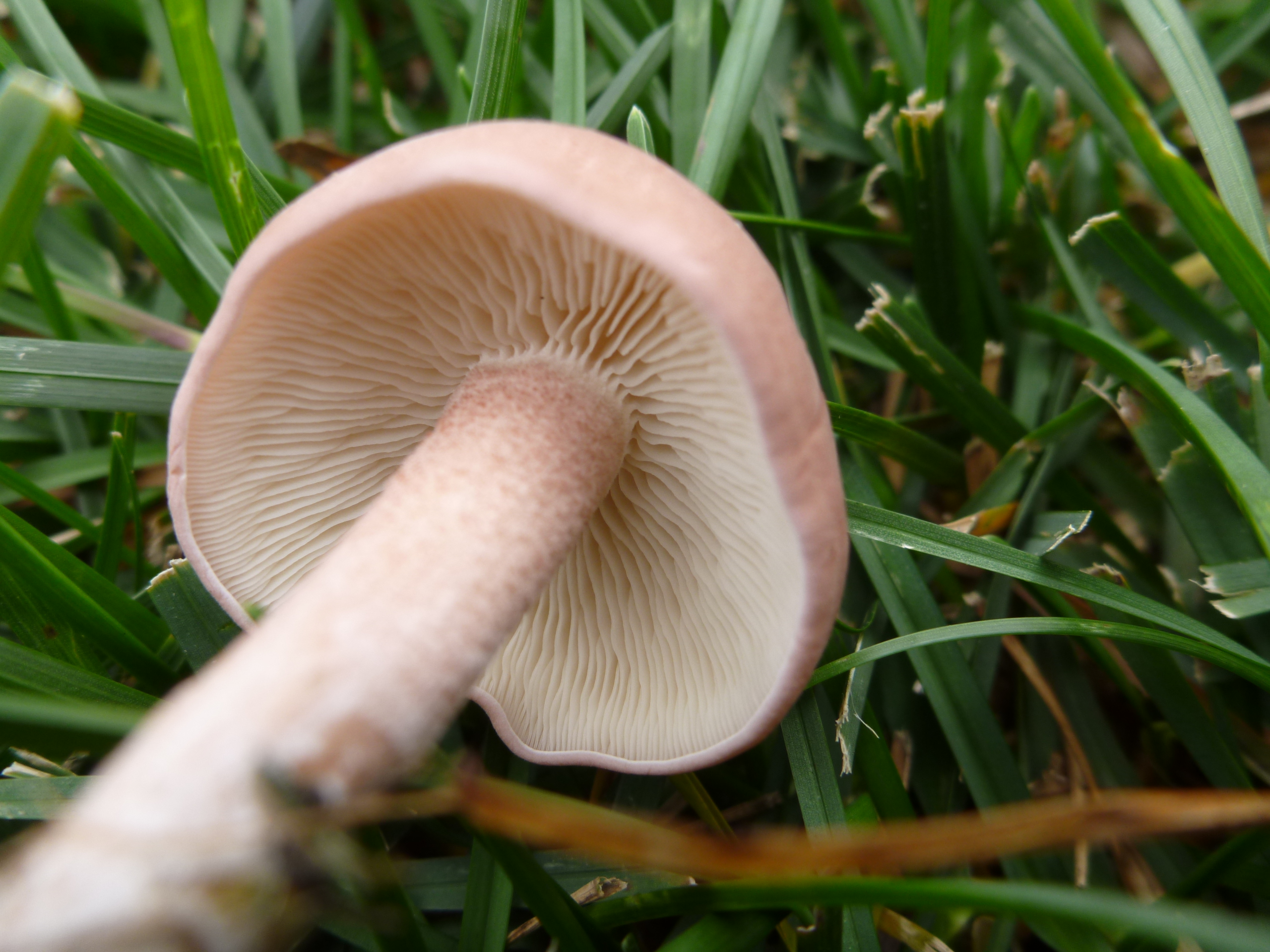
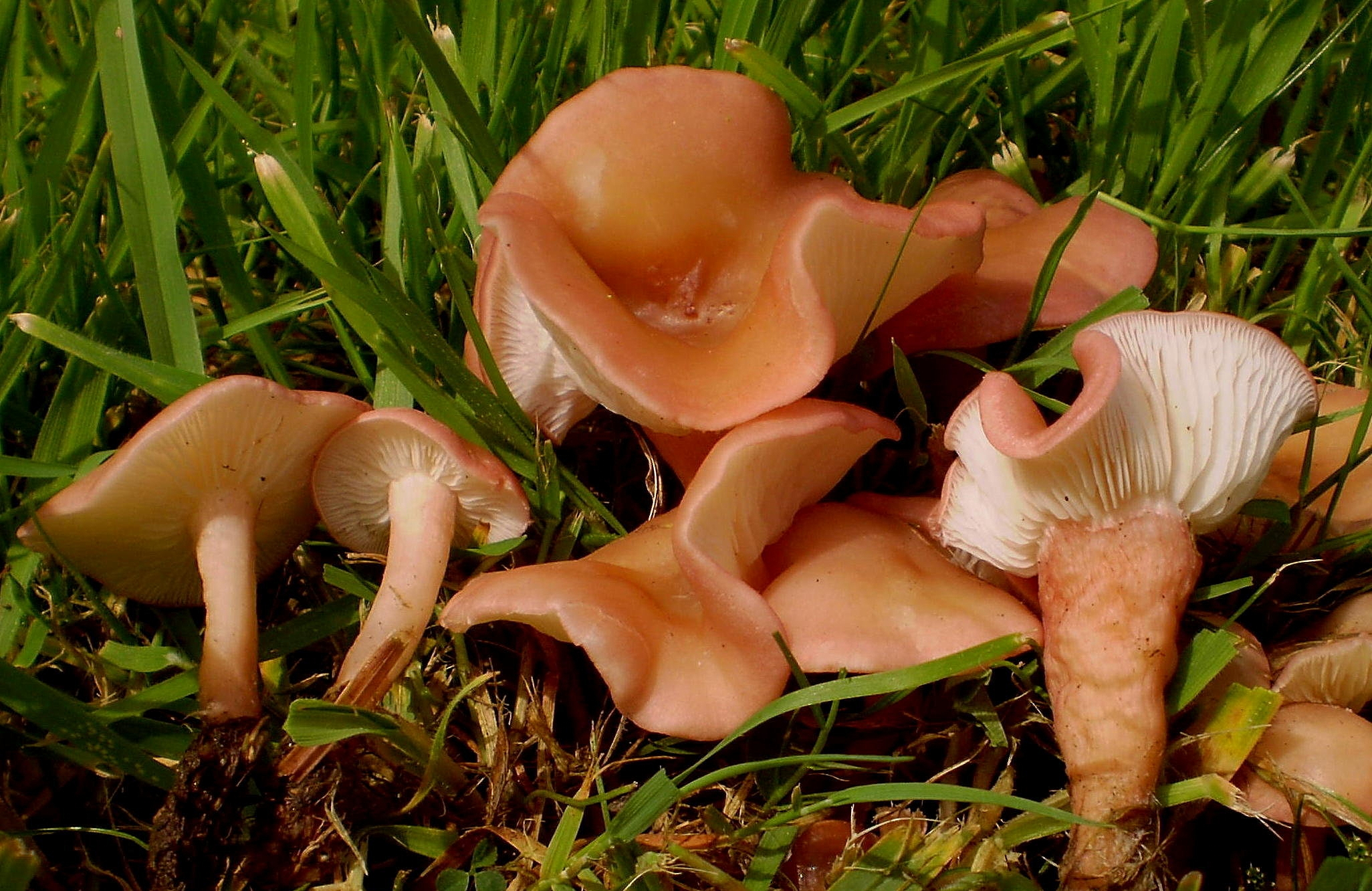
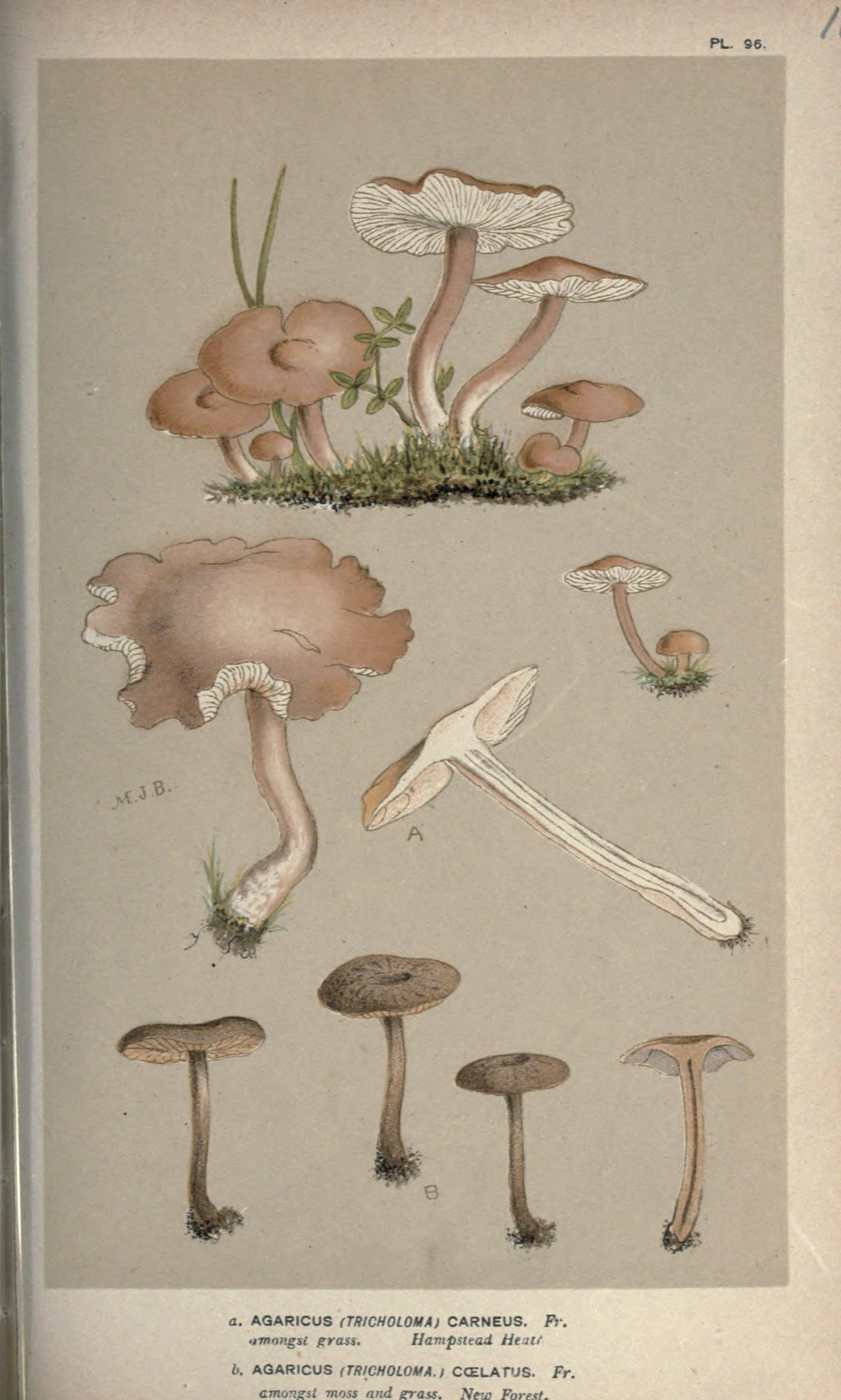